# Pseudoleria pectinata
Pseudoleria pectinata är en tvåvingeart som först beskrevs av Friedrich Hermann Loew 1872.  Pseudoleria pectinata ingår i släktet Pseudoleria och familjen myllflugor. Inga underarter finns listade i Catalogue of Life.